# Lioplax cyclostomaformis
Lioplax cyclostomaformis е вид коремоного от семейство Viviparidae. Видът е световно застрашен, със статут Уязвим.

## Разпространение
Разпространен е в САЩ.